# Inocybe pseudodestricta
Inocybe pseudodestricta är en svampart som beskrevs av Stangl & J. Veselský 1973. Enligt Catalogue of Life ingår Inocybe pseudodestricta i släktet Inocybe,  och familjen Inocybaceae, men enligt Dyntaxa är tillhörigheten istället släktet Inocybe,  och familjen Crepidotaceae. Arten är reproducerande i Sverige. Inga underarter finns listade i Catalogue of Life.